# Індексний фонд
Індексний фонд (англ. Index fund або англ. Index tracker) — вид пайового інвестиційного фонду або біржового інвестиційного фонду (англ. ETF), організований таким чином щоб за деякими заданими правилами слідувати за певним набором базових інструментів. Правила можуть включати відстеження біржових індексів, таких як, S&P 500 або Доу-Джонс і інших, звідси і назва «індексний фонд».
Найвідоміший з індексних фондів, — «S&P 500 Index Fund», — заснований на правилах індексу S&P 500 корпорації S&P Dow Jones Indices.
Індексні фонди для акцій включають групи акцій зі схожими характеристиками, такими як розмір, вартість, рентабельність і/або географічне розташування компаній. Акції компаній, що відповідають заданим критеріям, купуються і включаються до складу фонду і продаються, коли вони виходять за межі заданих параметрів.
Головна перевага індексних фондів це економія часу, оскільки в цьому випадку інвесторам не потрібно виконувати аналіз окремих акцій або інвестиційних портфелів.
Станом на 2014 рік, індексні фонди склали 20,2% вартості всіх пайових інвестиційних фондів США.

## Виникнення
24 травня 1967 Річард Аллен Біч заснував компанію Qualidex, Fund, Inc. У жовтні 1970 року компанія була заявлена як фонд, заснований на індексі Доу-Джонс 30 (DJI 30). Відповідна реєстрація була отримана 31 липня 1972. Це був перший в історії індексний фонд.
У 1975 Джон Богл заснував індексний фонд Vanguard 500 Index Fund, заснований на індексі S&P 500 і створив перший відповідний цінний папір. Почавши зі скромного об'єму активів в $ 11 млн, до кінця 1999 року фонд досяг обсягу в $ 100 мільярдів.

## Економічна теорія
В якості основної передумови, котра виправдовує створення індексних фондів економісти називають гіпотезу ефективного ринку (ГЕР). Гіпотеза передбачає, що поточні ціни акцій відображають всю наявну на ринку інформацію. Постулюється також випадковий характер зміни ціни тих чи інших акцій, таким чином, що дуже важко сказати заздалегідь, які акції будуть проаналізовані ринком. Таким чином, портфель акцій, що відображає весь ринок в цілому, є найбільш ефективним.